# Istihsan
L'Istihsan (استحسان) è un termine arabo per la "preferenza" giuridica. Nel suo senso letterale del termine significa "considerare valido qualcosa". Gli studiosi musulmani possono utilizzarlo per esprimere la propria preferenza riguardo a particolari decisioni della legge Islamica in altre possibilità.  Si tratta di uno dei principi del pensiero giuridico riguardante la personale interpretazione, altrimenti detta Ijtihad.
Tra i giuristi classici esistevano, con i giuristi hanafiti, un certo numero di controversie su questo principio riguardo all'adozione di questo come una fonte secondaria. I fautori moderni dei movimenti liberali all'interno dell'Islam hanno usato l'istihsan e l'idea simile dell'istislah (in arabo "ritenere adeguato"), come dei principi etici per favorire le interpretazioni femministe e riformiste del Corano e della Sunna, cercando in tal modo di riformare la legge islamica.

## Etimologia
Istihsan (استحسان) è una parola araba parola che significa "considerare valido qualcosa". Va a significare anche qualcosa verso cui si è inclini o che si preferisce, anche se non è approvato da altri. Tecnicamente il significato è stato definito in diversi modi dai giuristi musulmani: 
- Bazdawi lo definisce come l'allontanarsi dalle implicazioni di una analogia verso un'analogia più forte o più valida.
- Al-Halwani lo definisce come la rinuncia di un'analogia per una prova più forte, che può provenire dal Corano, dalla Sunna o dall' Ijma'.
- Il giurista malikita Ibn al-Arabi lo definisce come il sacrificare alcune delle implicazioni di una prova attraverso l'eccezione giuridica.

## Tipi di Istihsan
Un certo numero di categorizzazioni sono state impiegate dai giuristi:
- Istihsan attraverso i Testi (nass)
- Istihsan sulla base del consenso (Ijma')
- Istihsan sulla base di ciò che è buono (maruf)
- Istihsan sulla base della necessità (darurah)
- Istihsan sulla base del beneficio (Maslahah)
- Istihsan sulla base dell'analogia (Qiyas)